# Ducasse de Messines

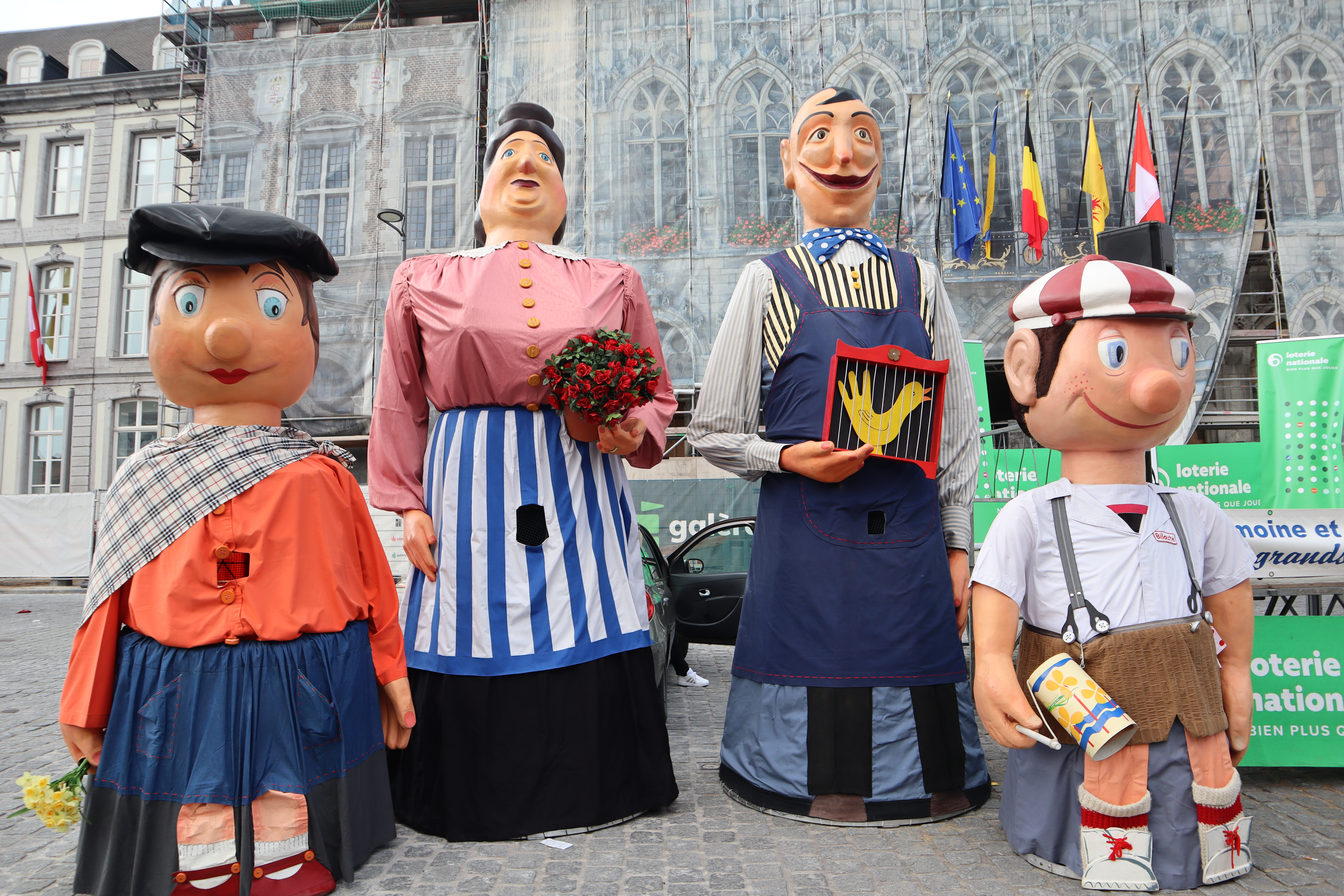
Les géants Batisse, Lalie, Biloute et Trinette en 2023

La ducasse de Messines est une fête folklorique (ducasse) annuelle organisée dans la ville belge de Mons en province de Hainaut.
Cette fête multiple se compose principalement d'une procession religieuse, d'un cortège avec géants, d'un concours du plus beau bouquet de fleurs pour les enfants et d'un marché aux fleurs et aux objets folkloriques spécifiques à la ducasse.
Elle compte parmi les chefs-d’œuvre du Patrimoine oral et immatériel de la Fédération Wallonie-Bruxelles depuis 2010 et se déroule le samedi et le dimanche les plus proches du 25 mars.

## Localisation
Le quartier de Messines se situe dans la partie sud du centre historique de la ville de Mons. Il s'articule autour de l'église Notre-Dame de Messines, de la rue de Bertaimont et de la place Nervienne.

## Origine
À l'origine, la ducasse de Messines est un événement exclusivement religieux ayant pour fonction le pèlerinage à Notre-Dame à la suite de miracles constatés dans une petite chapelle sise dans le cimetière qui entourait la précédente église Saint Nicolas du faubourg de Bertaimont . Les plus anciennes archives mentionnent la ducasse en l'année 1620. En 1771, la date de pèlerinage change, passant du 2 juillet au 25 mars. En 2020, la 400e édition est célébrée.

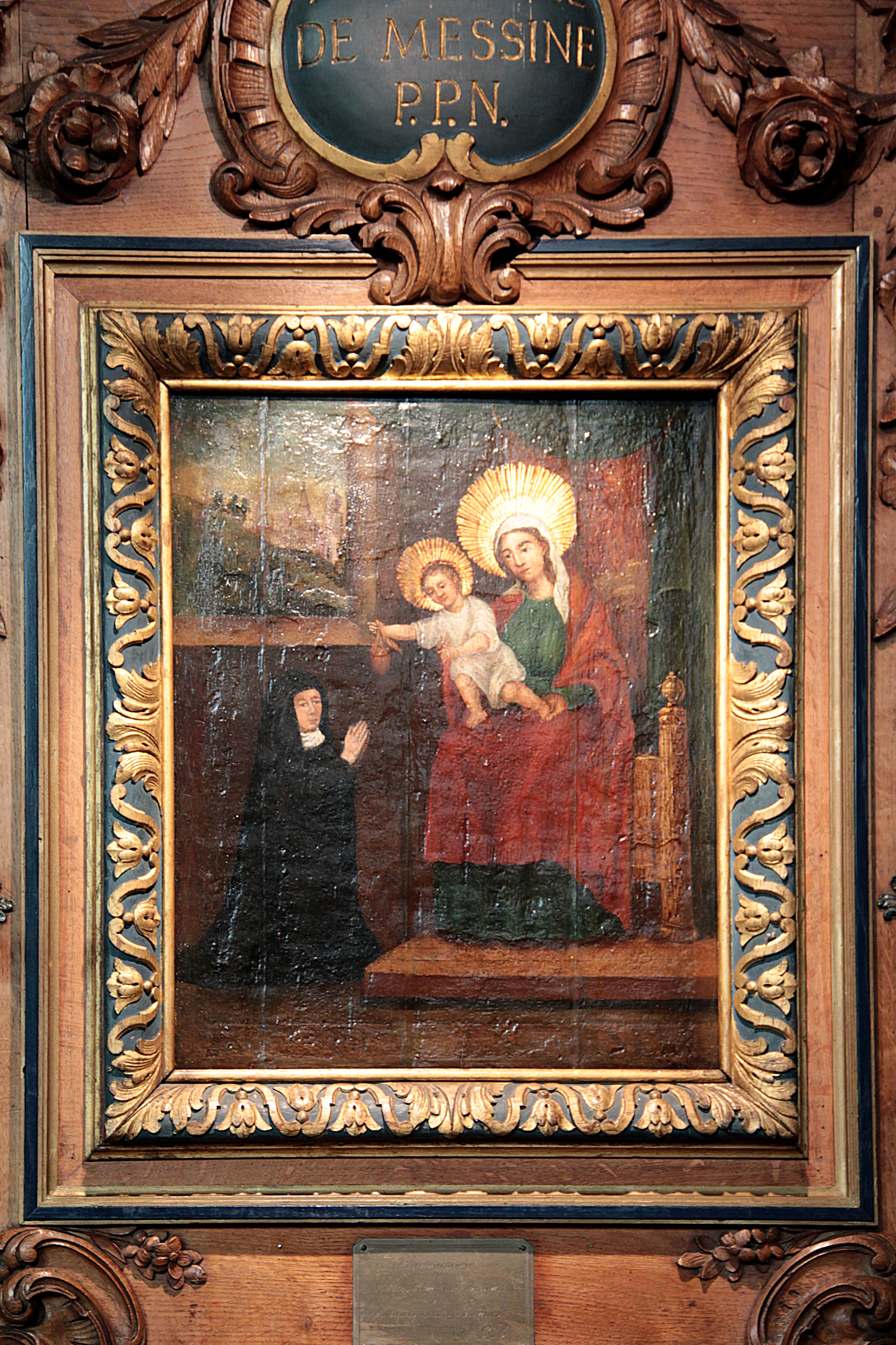
Tableau de Notre-Dame de Messines remettant une relique à Adèle de France

## Déroulement de la ducasse

### Le samedi
Le samedi matin, se tient le concours du plus beau bouquet de fleurs réalisé par les enfants de 6 à 12 ans. L'après-midi, se déroule le cortège inaugural des géants partant de la rue de Arquebusiers pour rejoindre la Grand-Place de Mons en passant notamment par la Grand rue et la rue de la Chaussée. En soirée, on assiste au lever du drapeau, à l'inauguration du champ de foire de la place Nervienne, à l'intronisation de membres et de citoyens d'honneur et à une soirée musicale. Une brocante est aussi organisée toute la journée.

### Le dimanche
Un grand marché aux fleurs et un stand des objets folkloriques se tiennent la journée du dimanche. Les géants y font une apparition. Une messe mariale est célébrée dans la matinée. Plusieurs animations musicales sont organisées au cours de cette journée.

### Les géants

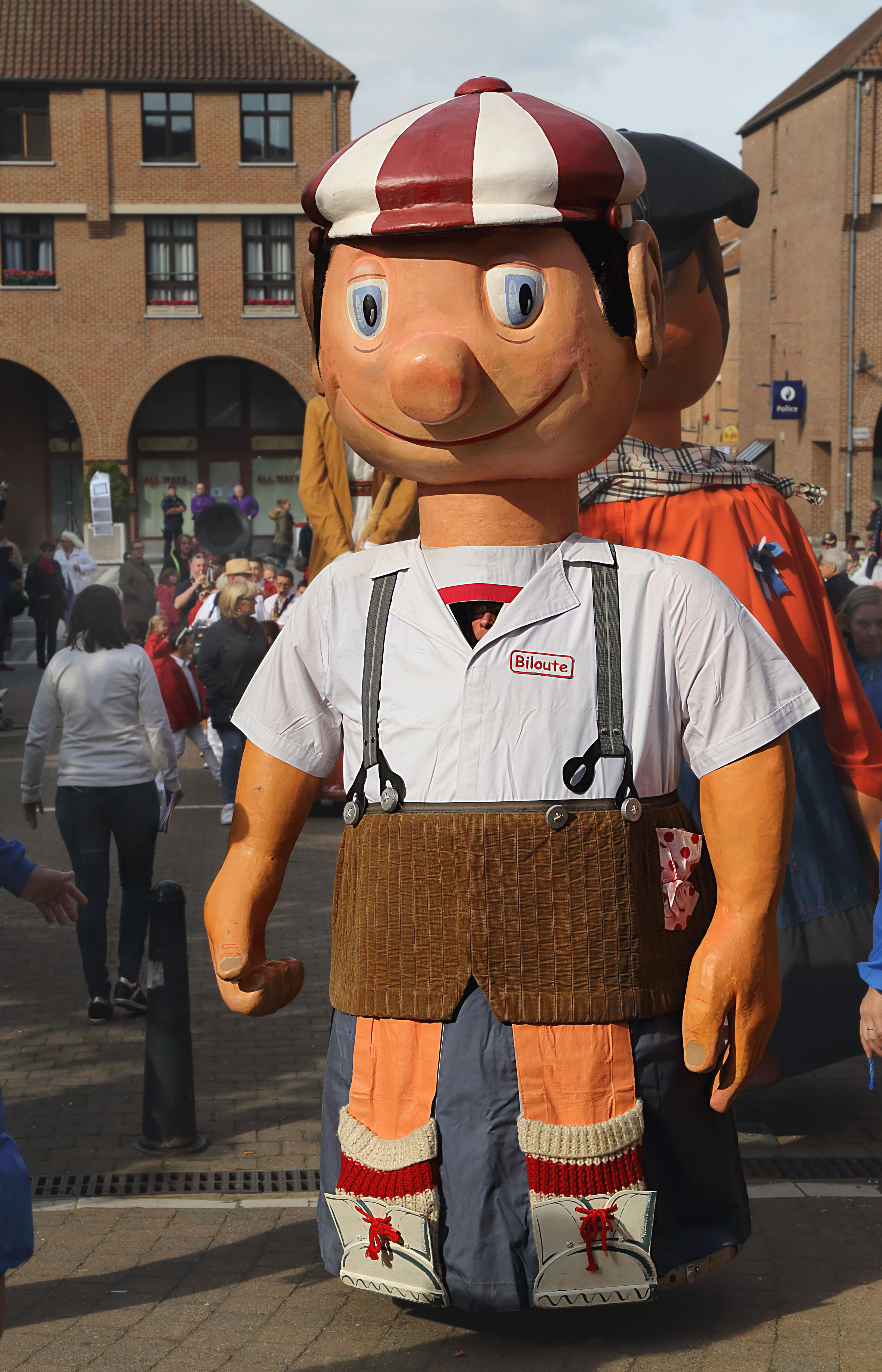
Le géant Biloute

Les géants de la ducasse de Messines forment une famille composée des parents Batisse Lariflart et Lalie Lariquette (créés en 1992) et de leurs enfants Biloute (créé en 1995) et Trinette (créée en 2005). Quant à Achille, le géant de l'école communale Achille Legrand, il a été baptisé en 2018. Les géants sont accompagnés par le groupe des Grands Dépindeux d'Gayole. Les premières postures furent conçues par Auguste Dubuisson et transformées par Arthur Lossignol. Elles participent aussi à d’autres festivités en Belgique ou à l’étranger.
Batisse Lariflart arbore un large sourire, possède une mèche de cheveux noirs sur le front, porte une salopette bleue, une chemise rayée et un nœud papillon bleu à pois blancs. Le dimanche, il offre une potée d'azalées à son épouse Lalie et s'achète pour lui une gayole.
Lalie Lariquette est coiffée d'un chignon et porte un chemisier rose à boutons jaunes, une jupe foncée et un tablier rayé bleu et blanc.
Biloute porte une casquette rouge et blanche et un pantalon à bretelles. Il reçoit un wa-wa sur le marché.
Trinette porte une casquette bleue, un chemisier orange à boutons jaunes et une jupe longue. Elle reçoit un bouquet d'aittes (jonquilles) sur le marché.
Achille est coiffé d'un petit chapeau vert et porte une chemise blanche. Il mesure 3 m.

### Les objets folkloriques
Les objets suivants confectionnés artisanalement sont mis en vente le dimanche de la ducasse, au cœur du marché :
- le rossignol est une petite poterie en terre cuite creuse et percée imitant par soufflement le chant du rossignol,
- le moulin de carton est un petit moulin à vent en osier et bambou,
- la gayole est une petite cage de bois contenant un oiseau stylisé,
- le wa-wa est une petite boîte cylindrique en carton reliée à un bâton par une ficelle imitant l'aboiement d'un chien[4],
- le sôdart est un petit soldat de bois sculpté à la main[5].

## Sources et liens externes
- « Ducasse de Messines », sur Ville de Mons (consulté le 12 août 2020)
- Site du patrimoine culturel de la fédération Wallonie-Bruxelles
- Site du 400e anniversaire de la ducasse de Messines